# 립헬모바일크레인코리아
립헬모바일크레인코리아(영어: Liebherr Mobile Crane Korea)는 스위스의 기업이자 독일의 건설 장비 제조 업체로 한국 법인은 서울특별시 강서구 공항대로 345에 있다.